# Polmoniti interstiziali idiopatiche

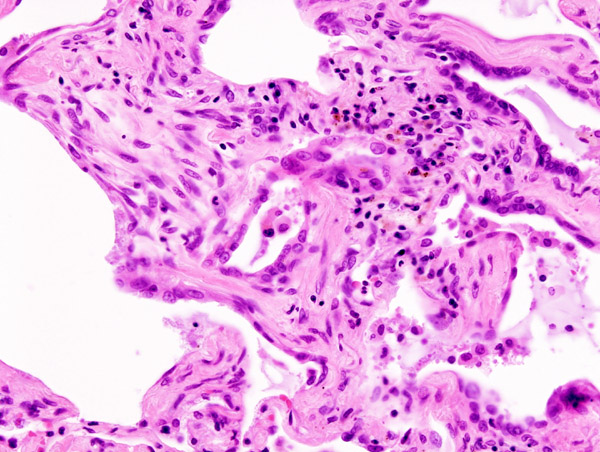
Micrografia di una polmonite interstiziale (UIP). UIP risulta essere la forma più comune di polmonite interstiziale idiopatica

Le polmoniti interstiziali idiopatiche (IIP) o polmoniti non infettive Sono una classe di malattie polmonari diffuse. Tipicamente interessano l'interstizio polmonare per quanto alcune abbiano una componente che interessa le vie aeree (come per esempio la Bronchiolite obliterante - polmonite in organizzazione). Esistono sette distinti tipi di IIP.

## Classificazione Istologica
La classificazione può risultare complessa  ed il supporto combinato di clinici, radiologi e patologi può essere necessario per formulare una diagnosi specifica..
Le polmoniti interstiziali idiopatiche possono essere classificate sulla base dell'aspetto istologico nei seguenti modelli:
| Istologia                                              | Correlazioni Cliniche                         |
| ------------------------------------------------------ | --------------------------------------------- |
| Polmonite interstiziale desquamativa (DIP)             | DIP                                           |
| Danno alveolare diffuso (DAD)                          | ARDS, AIP, TRALI                              |
| Polmonite interstiziale non specifica (NSIP)           | NSIP                                          |
| Bronchiolite respiratoria                              | RB-ILD                                        |
| Usual interstitial pneumonia (UIP)                     | CVD, IPF, tossicità da farmaci, pneumoconiosi |
| Bronchiolite obliterante - polmonite in organizzazione | polmonite criptogenica                        |
| Polmonite da disordini linfoproliferativi (LIP)        | LIP                                           |

La polmonite interstiziale risulta essere il tipo più comune